# 曾雌定政
曾雌 定政（そし さだまさ）は、戦国時代から江戸時代初期にかけての武将。甲斐武田氏、徳川氏の家臣。

## 生涯
曾雌氏は武田氏の末裔（あるいは藤原氏）を称する一族。甲斐国の戦国大名甲斐武田氏に仕えた祖父定能の代に住所の甲斐都留郡曾雌村に因み曾雌氏を名乗る。
天文22年（1553年）、曾雌定重の子として誕生。父・定重は永禄11年（1568年）の上野国箕輪城の戦いで戦死している。
自身も武田信玄・勝頼の2代に仕えたが、天正10年（1582年）武田氏滅亡に際して徳川家康が甲斐に入ると、同時期に侵攻していた北条氏直の誘いには従わず、武川衆と共に徳川氏の幕下に入る。以後、小沼砦攻略を皮切りに天正壬午の乱では北条軍と戦い、その戦功から本領を安堵された。
天正12年（1584年）小牧・長久手の戦いの際には信濃国勝間砦を守備し、後に尾張国に召喚されて一宮城に入った。天正13年（1585年）上田合戦では駿河国興国寺城に妻子を証人として残し、大久保忠世の隊に所属して出陣。天正18年（1590年）小田原征伐に従軍し、徳川氏が関東に移封されると武蔵国鉢形に所領を与えられた。天正19年（1591年）九戸政実の乱の際には忠世に従って岩出山城まで出陣した。
慶長5年（1600年）関ヶ原の戦いの際には徳川秀忠の軍に属し、大久保忠隣の配下として上田城攻めに従軍した。慶長9年（1604年）武蔵国内で加増されて250石を領した。同年に死去し、家督は長男・定行が、その没後は次男・定次が継いだ。